# M14
M14 (uradno United States Rifle, Caliber 7.62 mm, M14; Puška Združenih držav, kaliber 7,62 mm, M14) je ameriška selektivna bojna puška, ki uporablja naboj 7,62x51 NATO. Kljub temu, da jo je v vojaški rabi večinoma zamenjala M16, je ostala v omejeni bojni uporabi Kopenske vojske ZDA, Korpusa mornariške pehote ZDA in Vojne mornarice ZDA. Danes ni več v uporabi kot standardna bojna puška, ampak služi v podporni vlogi (kot orožje ostrostrelcev in marskmenov).
Puško so razvili kot orožje, ki bi nadomestila štiri starejša orožja: (pol)avtomatsko bojno puško M1 Garand, krabinko M1, brzostrelko M3 in avtomatsko puško M1918 BAR.
M14 je predstavljala tudi osnovno orožje, iz katerih so razvili dve ostrostrelni puški M21 in M25.

## Razvoj
M14 je bila razvila iz dolge linije poizkusnih orožij, ki so temeljila na M1 Garand. Kljub temu, da je bila M1 Garand ena najbolj naprednih pušk druge svetovne vojne, ni bila popolno orožje. Na samem razvoju puške so nadaljevali že med drugo svetovno vojno; dodali so možnost avtomaskega streljanja in zamenjali so 8-nabojni klip z 20-nabojnim nabojnikom. Glavni proizvajalci puške, Winchester, Remington in Springfield Armory, so uvajali lastne izboljšave puške. Garandov izvorni načrt, T20, je postal najbolj priljubljen in prototipi le-te so služili kot osnova za številne Springfieldove testne puške od leta 1945 do začetka 50. let 20. stoletja.
Earle Harvey (Springfield Armory) je izdelal popolnoma novo puško, T25, za naboj .30 Light Rifle. Slednji je bil razvit na osnovi naboja .30-06, ki so ga skrajšali na dolžino tulca .300 Savage. .30 Light Rifle je bila posledno razvita v nov vojaški naboj 7,62x51 NATO in civilni naboj .308 Winchester. Istočasno je bil Lloyd Corbett zadolžen za razvoj naboja .30 Light Rifle za potrebe puške M1 Garand in za poznejše prototipe T20; iz teh poskusov je nastal prototip T44. Prvi prototipi T44 so uporabljali sprejemnike T20, ki so bili nastavljeni za naboj 7,62 NATO in vgrajeno so imeli krajše cevi s plinsko zaporo. Pozneje so prototipe T44 opremili z novimi sprejemniki, ki so bili krajši kot tisti pri M1 ali T20; s tem so prilagodili orožje na naboj 7,62 mm NATO. Na preizkusih Kopenske vojske ZDA za novo standardno puško je prototip T44 premagal druga dva prototipa: T47 (izboljšani T25) in FN FAL (T48); leta 1957 je bil tako prototip T44 sprejet v redno uporabo pod oznako M14. Springfield Armory je naslednje leto pričela s serijsko proizvodnjo in prve puške so prišle v redno uporabo julija 1959. Toda zaradi proizvodnjih težav je bila 101. zračnoprevozna divizija edina enota Kopenske vojske ZDA, ki je bila do konca leta 1961 popolnoma opremljena z novimi puškami M14. Fleet Marine Force finally completed je popolnoma posodobila svoj inventar (iz M1 Garand v M14) pozno leta 1961.
V prvem obdobju vietnamske vojne se je puška izkazala za ustrezno, vojaki so bili zadovoljni z zaustavno močjo in dosegom naboja 7,62 mm NATO (3.250 J energije). Toda pokazali so se problemi: zaradi svoje dolžine in teže se je izkazala za nerodno v sklopu džungelskega bojevanja in klasično leseno kopito se je zaradi vlage napihnilo in tako negativno vplivalo na točnost streljanja. Ta problem so rešili z uvedbo novih kopit iz umetnih materialov, toda le-ti niso prišli v serijsko proizvodnjo, saj je bila puška prej izločena iz uporabe. Moč naboja se je izkazala tudi za problem, saj vojaki niso morali kontrolirati puške med avtomatskim streljanjem (zaradi prevelike energije, sproščene pri sprožitvi naboja, je postal odsun puške in dvig cevi prevelik za uspešno merjanje). 
Kot že omenjeno, naj bi M14 zamenjala (pol)avtomatsko puško, karabinko, brzostrelko in avtomatsko puško. Na ta način bi rešili logistične težave glede oskrbe z strelivom. M14 se je izkazala kot odlična zamenjava za M1 Garand, toda naboj se je izkazal za premočnega za vlogo brzostrelke in sama puška je bila prelahka, da bi lahko opravljala vlogo lahkega mitraljeza. Uvedba mitraljeza M60 je rešila ta problem.
M14 je ostala standardna puška v Vietnamu, dokler je niso v obdobju 1966–1968 nadomestili s puško M16. Kljub temu, da so prenehali proizvodnjo in da so začeli z zamenjavo pušk, so nekatere enote obdržale svoje M14, saj so se M16 izkazale za prekrhke in s šibkejšim nabojem kot M14; z izboljšavo M16 pa so odpravili te težave. Januarja 1968 je Kopenska vojska ZDA označila M16 kot standardno A puško in M14 za omejeno standardno orožje. Kot taka je M14 ostala vse do leta 1970, ko so jo izločili iz standardnega urjenja novih rekrutov.
Kopenska vojska ZDA je spremenila več M14 v ostrostrelne puške M21, ki so ostale standardne ostrostrelne puške vse do uvedbe puške M24 leta 1988.

### Uporaba M14 v oboroženih silah ZDA (1968-danes)
Kljub temu, da je bila M14 izločena kot standarna puška v poznih 60. letih 20. stoletja, so različne izboljšane različice ostale v aktivni uporabi; predvsem kot ostrostrelne puške in/ali puške določenih dobrih strelcev zaradi svoje odlične natančnosti in dolgega dosega.
Ostrostrelna puška M21 je v standardni uporabi v Kopenski nacionalni gardi ZDA in v posebnih enotah (kot je npr. enota OPFOR v Joint Readiness Training Center). Nekatere M14 so ostale v inventarju Kopenske vojske ZDA vse do iraške vojne. S pričetkom globalne vojne proti terorizmu in pomanjkanjem M21 so ponovno uvedli številne izvirne M14, pri čemer so jih posodobili in nadgradili: dodali so jim strelne daljnoglede, zamenjali lesena kopita s kopiti iz umetnih mas, ...
Nekatere enote Korpusa mornariške pehote ZDA (USMC) so obdržale M14 v uporabi. Tako so skavti ostrostrelci na Filipinih med letoma 1989 in 1991 uporabljali M14 NM z daljnogledom ART II. 5. vod FAST čete je uporabljal M14 DM (Designated Marksman) in M16 HBAR kot puške določenih dobrih strelcev v Somaliji leta 1993. V sredini 90. let 20. stoletja je USMC uvedel novo puško določenih strelcev in sicer predelano M14, ki je dobila naziv Designated Marksman Rifle (DMR). Namenjena je bila varnostnim enotam (SRT in FAST čete) in skavtom ostrostrelcem, v primeru, če se bi M40 izkazala kot neustrezno. Strelska ekipa Korpusa mornariške pehote ZDA tudi uporablja izvirne M14.
1. bataljon 3. pehotnega polka (The Old Guard) ostaja edina regularna bojna enota Kopenske vojske ZDA, ki uporablja M14 kot standardno orožje, pri čemer imajo pokromljen bajonet in dodatno leseno kopito z belim nosilnim trakom za vojaške pogrebe, parade in druge protokolarne potrebe. 
Častna straža Vojnega letalstva ZDA, Ceremonialna straža Vojne mornarice ZDA in bazne častne straže prav tako uporabljajo M14 v protokolarne namene. Vojaška akademija ZDA, Pomorska akademija ZDA, Vojnoletalska akademija ZDA, Citadela, Univerza Norwich, Vojaški inšitut Viginije in Kolegij in državna univerza Severne Georgie prav tako uporabljajo M14 za usposabljanje in parade. 
Različne specialne sile ZDA tudi uporabljajo M14, predvsem pa Navy SEALs, ki uporabljajo M14 kot pehotno, dobrostrelsko in ostrostrelsko puško. V začetku vietnamske vojne so SEALi uporabljali M14 predvsem kot ostrostrelsko orožje. Pozneje so M14 v večini zamenjali s SR-25 in Mk 14 Mod 0 EBR (Enhanced Battle Rifle).
Tudi ladje Vojne mornarice ZDA imajo v inventarju več M14. Primarno so uporabljajo kot oborožitev stražarjev in za izstreljevanje velikih gumijastih projektilov, s pomočjo katerih nato z vrvmi povečejo med seboj dve ladji na morju.
Kljub temu, da je M14 druga najdalj uporabljena puška v vojaški zgodovini ZDA (prva je M1903 Springfield), je pa hkrati tudi standardna puška s 
najkrajšim stažem.

## Civilna uporaba in uporaba izven ZDA
Civilna polavtomatska puška je bila ponujena civilnemu trgu s strani Springfield Armory pod oznakami M1A, M14S,...
Produkcijsko linijo M14 so leta 1967 prodali Tajvanu, ki je naslednje leto pričel proizvajali licenčno puško tip 57. Do danes so tako proizvedli več kot milijon pušk, pod oznakama M305 in M14S.
Na Filipinih M14 uporabljajo civilnoobrambe sile: Geografska enota Civilnih pomožnih sil in Civilna prostovoljska organizacija. 

## Proizvodnja
Med letoma 1959 in 1964 so bili glavni proizvajalci:
- Springfield Armory (Springfield, Massachussets);
- Harrington & Richardson Arms Co. (Worcester, , Massachussets);
- Olin Mathieson Chemical Corp. (New Haven, Connecticut) in
- Thompson-Ramo-Wooldridge Inc. (Cleveland, Ohio). Slednji velja za proizvajalca najboljših različic.

Leta 1962 in 1963 je Springfield Armory izdelal različico National Match (za športno streljanje); leta 1964 pa še Thompson-Ramo-Wooldridge Inc. Skupaj sta ta dva proizvajalca med letoma 1962 in 1964 izdelala več kot 11.000 športnih različic.
V letih 1965–1967 pa so predelali okoli 8.000 vojaških pušk v športne.

## Različice

### Vojaške
M15

- izbirnostrelska različica; namenjena zamenjavi BAR kot avtomatsko orožje oddelka.
- nikdar izdana v standardno uporabo; razglašena za zastarelo še preden je prišla v proizvodnjo.

M14E1
- M14E1 je bila različica, na kateri so preizkušali različna zložljiva kopita za potrebe oklepne pehote, padalcev, ...
- nikdar izdana v standardno uporabo.

M14E2/M14A1
- izbirnostrelska različica standardne M14; v uporabi kot avtomatsko orožje oddelka.
- naslednica kratkotrajne M15; razvojni model je bil sprva znan kot M14E2 (1963), nato pa so leta 1966 model preimenovali v M14A1.

M14 SMUD
- Stand-off Munition Disruption; namenjena deminercem za uničenje neeksplodiranih eksplozivnih sredstev.

Mk 14 Mod 0 EBR

- krajša, bolj taktična različica M14 s izvlečljivim kopitom in namestitvenim sistemom za dodatke.

DMR

- izboljšana dobrostrelska različica, ki jo uporablja Korpus mornariške pehote ZDA.

### Civilne
M14K
- različica, ki jo je razvila La France Specialties in proizvajala Smith Enterprise;
- različica je uporabljala plinski sistem mitraljeza M60, pri čemer so lahko nadzorovali histrost streljanja.

## Zasnova
Sprejemnik
Na njem je odtisnjeno:
- U.S. Rifle
- 7.62-MM M14
- ime proizvajalca
- serijska številka

Kopito/branik
Prvotno je bila puška opremljana z orehovim, nato brezovim in nazadnje s sintetičnim kopitom. Prvotno je bil tudi sprednji branik iz lesa, pozneje pa so jih prav tako zamenjali s sintetičnimi deli.
Žlebljenje cevi
Desnostranski twist, 1:12 inčev, 4 žlebi

## Uporabniki
- Afganistan[4][5]
- Argentina[6]
- Avstralija[7][8][9]
- Kolumbija[10]
- Kostarika[10]
- Dominikanska republika[10]
- Ekvador[10]
- Salvador[10]
- Estonija[11][12]
- Eritreja[10]
- Haiti[6]
- Honduras[10]
- Izrael[6][13]
- Latvija[14][15]
- Litva[16]
- Malezija[17]
- Niger[10]
- Filipini[10][18][19][20][21][22]
- Južna Koreja[23][24]
- Tajvan[6]
- Tunizija[10]
- ZDA[25][26][27]
- Venezuela[28]
- Vietnam[29]